# 2022年1月布基纳法索政变
2022年1月23日，布基纳法索首都瓦加杜古的总统府前和市區周围的几个军营爆发了枪声。据报道，叛变的士兵夺取了对首都军事基地的控制权。然而，政府否认了发生政变。根据报道，总统卡波雷於數小时后在首都的军营中被叛变的士兵扣留。1月24日，军方在电视上宣布，卡波雷已被罢免，并宣布中止宪法，解散政府和议会。
此次政變為「保衛與復原愛國運動」（Patriotic Movement for Safeguard and Restoration，MPSR）的團體所發動。有關政變消息，法國總統馬克龙表示，法國與西非經濟共同體一致對這場軍事政變予以譴責。